# Три приче о Џефу Питерсу
„Три приче о Џефу Питерсу” је југословенски телевизијски филм из 1962. године. Режирао га је Александар Ђорђевић, а сценарио је написао Новак Новак по мотивима приче Вилијама Сидни Портера.

## Улоге
| Глумац                  | Улога                 |
| ----------------------- | --------------------- |
| Миодраг Петровић Чкаља  | Џеф Питерс            |
| Предраг Лаковић         |                       |
| Зоран Лонгиновић        |                       |
| Живојин Жика Миленковић | (као Жика Миленковић) |
| Никола Милић            |                       |
| Стеван Миња             |                       |
| Михајло Бата Паскаљевић |                       |
| Миодраг Поповић Деба    |                       |
| Радмила Савићевић       |                       |
| Петар Словенски         |                       |
| Растко Тадић            |                       |
| Власта Велисављевић     |                       |